# Народное действие (Перу)
Народное действие (исп. Acción Popular) — центристская политическая партия Перу. Партия была основана в 1956 году бывшим депутатом Конгресса Фернандо Белаунде Терри, ставшим впоследствии президентом Перу в 1963—1968 и 1980—1985 годах.

## История
Фернандо Белаунде основал «Народное действие» в 1956 году как реформистскую альтернативу консервативным силам статус-кво и популистской партии Американский народно-революционный альянс (Априста, АПРА). Свою программу «Перу — перуанцам» приняла на организационном съезде в 1957 году.
Хотя послание Белаунде, включавшее требования индустриализации, земельной реформы, национализации нефтяных богатств и широкого жилищного строительства, не сильно отличалось от лозунгов АПРА, его тактика была более содержательной и менее конфронтационной. Он был в состоянии обратиться к той же политической базе, что и апристы, в первую очередь к среднему классу, но также и к более широкой базе профессионалов и служащих. Он также защищал научный прогресс и технократию — политический набор, взятый им от Прогрессивного общественного движения (Movimiento Social Progresista), которое откололась от партии буквально сразу после её образования и большую часть которого (за исключением левого крыла, симпатизировавшего Кубинской революции) партия в конечном итоге вновь поглотила.
У партии был значительный успех на выборах, когда Фернандо Белаунде становился президентом в 1963 и 1980 годах, но партия была скорее избирательной машиной для Белаунде, чем институционализированной организацией. Была правящей партией до военного переворота 1968 года и после победы на всеобщих выборах 1980 года, когда её парламентский список получил 44,9 % голосов, однако её популярность быстро пошла на убыль. Народное действие первоначально считалось левоцентристской партией. Однако к 1980-м годам политический спектр Перу резко сместился влево, и партия, на деле ориентировавшаяся на проамериканские круги и транснациональные корпорации, оказалась правоцентристской.
После второй администрации Фернандо Белаунде на выборах 1985 года партия получила только 6,4 % голосов, сместившись на четвёртое место, а главная борьба происходила между АПРА и Объединёнными левыми. На выборах 1990 года партия входила в состав Демократического фронта, правоцентристской коалиции во главе с Марио Варгасом Льосой.
Член Народного действия Валентин Паниагуа стал президентом Конгресса в октябре 2000 года, а после распада администрации Альберто Фухимори стал и. о. президента Республики, занимая этот пост с ноября 2000 года по июль 2001 года.
На выборах 2001 года партия получила 4,2 % голосов избирателей и три из 120 мест Конгресса.
На выборах 2006 года партия объединилась с партиями «Мы — Перу» и «Национальным координатором независимости» (позже «Вместе за Перу») и сформировала коалицию «Центральный фронт». Валентин Паниагуа был кандидатом в президенты, тогда как кандидаты в вице-президенты принадлежали союзникам партии. Центральный фронт занял 5-е место на парламентских выборах, набрав 5,6 % голосов избирателей.
Для выборов 2011 года партия объединила свои силы с партиями «Мы — Перу» и «Возможное Перу», сформировав альянс «Возможное Перу». Кандидатом в президенты был бывший президент Перу и лидер партии «Возможное Перу» Алехандро Толедо. Альянс оказался на 4-м месте на парламентских выборах, набрав 15,6 % голосов избирателей.
На выборах 2016 года Народное действие впервые с 2000 года выступила в одиночку. Кандидатом в президенты был Альфредо Барнечеа, журналист и политолог, который выиграл первичные выборы партии с 52 % голосов. В результате партия оказалась на 4-м месте на парламентских выборах, набрав 6,97 % голосов избирателей и 5 мест парламента. Это лучший результат для партии, начиная с 1985 года.
На парламентских выборах в Перу Народное действие заняло первое место, и его представитель Мануэль Мера 16 марта 2020 года стал спикером парламента, а с 9 ноября 2020 года и временным президентом Перу.

## Участие в выборах

### Президентские выборы
| Год выборов | Кандидат                      | Голосов   | %       | Голосов   | %       | Результат |
| Год выборов | Кандидат                      | 1-й тур   | 1-й тур | 2-й тур   | 2-й тур | Результат |
| ----------- | ----------------------------- | --------- | ------- | --------- | ------- | --------- |
| 1962        | Фернандо Белаунде Терри       | 544 180   | 32,2    | -         | -       | Поражение |
| 1963        | Фернандо Белаунде Терри       | 708 662   | 39,1    | -         | -       | Победа    |
| 1980        | Фернандо Белаунде Терри       | 1 793 190 | 44,9    | -         | -       | Победа    |
| 1985        | Хавье Альва Орландини         | 471 150   | 7,3     | -         | -       | Поражение |
| 1990        | поддержка Марио Варгас Льоса  | 2 163 323 | 32,6    | 2 708 291 | 37,6    | Поражение |
| 1995        | Рауль Диес Кансеко            | 121 872   | 1,7     | -         | -       | Поражение |
| 2000        | Виктор Андрес Гарсиа Белаунде | 46 523    | 0,4     | -         | -       | Поражение |
| 2006        | поддержка Валентин Паниагуа   | 706 156   | 5,8     | -         | -       | Поражение |
| 2011        | поддержка Алехандро Толедо    | 2 289 561 | 15,6    | -         | -       | Поражение |
| 2016        | Альфредо Барнечеа             | 1 069 360 | 7,0     | -         | -       | Поражение |

### Парламентские выборы

#### Конгресс
| Год выборов | Голосов                                  | %        | Конгресс Республики | +/-  |
| ----------- | ---------------------------------------- | -------- | ------------------- | ---- |
| 1963        |                                          |          | 39 из 139           | ▲ 39 |
| 1980        | 1 413 233                                | 38,9 %   | 98 из 180           | ▲ 59 |
| 1985        | 491 581                                  | 8,4 %    | 10 из 180           | ▼ 88 |
| 1990        | 1 492 513 (альянс Демократический фронт) | 30,1 %   | 62 из 180           | ▲ 52 |
| 1995        | 142 638                                  | 3,3 %    | 4 из 120            | ▼ 58 |
| 2000        | 245 115                                  | 2,5 %    | 3 из 120            | ▼ 1  |
| 2001        | 393 433                                  | 4,2 %    | 3 из 120            | ▬    |
| 2006        | 760 245 (альянс Центральный фронт)       | 7,07 %   | 5 из 120            | ▲ 2  |
| 2011        | 1 904 180 (альянс Возможное Перу)        | 14,831 % | 9 из 130            | ▲ 16 |
| 2016        | 877 734                                  | 7,20 %   | 5 из 130            | ▼ 4  |
| 2020        | 1,518,171                                | 10.26%   | 25 из 130           | ▲ 20 |

#### Сенат
| Год выборов | Голосов   | %      | Сенат    | +/-  |
| ----------- | --------- | ------ | -------- | ---- |
| 1963        |           |        | 15 из 45 | ▲ 15 |
| 1980        | 1 694 952 | 40,9 % | 26 из 60 | ▲ 11 |
| 1985        | 492 056   | 8,1 %  | 5 из 61  | ▼ 21 |
| 1990        | 1 791 077 | 32,3 % | 19 из 62 | ▲ 14 |